# Срна Ланго
Срна Ланго (Београд, 21. новембар 1971) српска је позоришна и телевизијска глумица.

## Биографија
Срна је рођена 21. новембра 1971. године у Београду. Ћерка је Дуње Ланго и Милана M. Лангa. Глуму је дипломирала на Факултету драмских уметности у Београду кабареом Не знате ви шта су то аплаузи, у класи професора Предрага Бајчетића, заједно са Кајом Жутић, Аном Софреновић и др. Прву улогу остварила је 1994. године у серији Срећни људи, а највише улога остварила је у позоришту; најпознатијом улогом сматра се Софија, у серији Јелена, у којој тумачи љубавницу тадашњем стварном мужу Ирфану Менсуру. Срна има два сина, Алексу из првог и Павла из другог брака.

## Филмографија
| Год.         | Назив                         | Улога              |
| ------------ | ----------------------------- | ------------------ |
| 1994.        | Срећни људи                   | мис Дејана Савић   |
| 1995.        | Снови од шперплоче            | девојка са улице   |
| 1996.        | Срећни људи 2                 | мис Дејана Савић   |
| 1999.        | Нож                           | Миличина другарица |
| 2004.        | Јелена                        | Софија Јовановић   |
| 2018.        | Беса                          | Софија             |
| 2018 — 2019. | Истине и лажи                 | Ружица Борђошки    |
| 2020.        | Викенд са ћалетом             | Зорица             |
| 2021.        | Викенд са ћалетом (ТВ серија) | Зорица             |
| 2023.        | Од јутра до сутра             | Златија Жикић      |
| 2023 — 2025. | Закопане тајне                | Ранка Николић      |